# Mathématiques commerciales
Voici un ensemble de formules mathématiques utilisées dans différents métiers liés à l'argent (banquier, commercial, vendeur, commerçant, etc.).

## Pourcentages
- Augmentation de 25 % : on multiplie par 1,25 (une augmentation de {\displaystyle t\%} se traduit par une multiplication par  {\displaystyle 1+{\frac {t}{100}}})
- Diminution de 25 % : on multiplie par 0,75 (une réduction de {\displaystyle t\%} se traduit par une multiplication par  {\displaystyle 1-{\frac {t}{100}}})
- Prendre 10 % de 20 % : on multiplie par 0,2 puis par 0,1 (donc par 0,02, ce qui revient 2 %)
- Taux de variation = {\displaystyle {\frac {\mbox{Variation de la valeur}}{\mbox{Valeur avant la variation}}}}
- Taux de pourcentage (ou pourcentage relatif) de a par rapport à b = {\displaystyle {\frac {a}{b}}}

## Formation des prix
- Prix d'achat net = Prix d'achat brut - Réduction
- Prix de vente net = Prix de vente brut - Réduction
- Coût d'achat = Prix d'achat net + Frais d'achat
- Coût de production = Coût d'achat + Frais de production
- Coût de revient = Coût d'approvisionnement + Coût de production + Coût de la distribution + Coût administratif
- Marge nette = Prix de vente net hors taxe - Coût de revient
- Résultat = Prix de vente - Coût de revient (bénéfice ou perte)
- Taux de marque = {\displaystyle {\frac {\mbox{Marge commerciale}}{\mbox{PV HT}}}}
- Taux de marge = {\displaystyle {\frac {\mbox{Marge commerciale}}{\mbox{PA HT}}}}

## TVA
- Prix de vente TTC = Prix de vente HT * (1 + TVA)
- TVA versée à l'état = TVA collectée - TVA déductible

## Intérêts simples
Soit un capital C placé à un taux d'intérêt de t % par période pendant n périodes.
- Intérêt : {\displaystyle i=C\times t\times n} (t taux sur une période, n nombre de périodes)

La valeur acquise est le montant dans un certain nombre d'années d'un capital placé avec un taux d'intérêt fixe, ou bien le remboursement dans un certain nombre d'années d'un prêt à un taux fixe.
- Valeur acquise : {\displaystyle A=C+i}

- Périodes
  - année = 360 jours
  - mois = 1/12 année = 30 jours
  - quinzaine = 1/25 année
  - jours = nombre exact de jours (en comptant le dernier, mais pas le premier)
- Taux moyen : taux unique auquel il faudrait placer plusieurs capitaux, placés eux à des taux différents, pour obtenir le même intérêt total après la même durée (attention, ce n'est pas la moyenne des taux).

## Intérêts composés
{\displaystyle A=C(1+t)^{n}}

## Suites arithmétiques
- Relation de récurrence : {\displaystyle u_{n+1}=u_{n}+r}
- Terme général : {\displaystyle u_{n}=u_{1}+(n-1)r} ou {\displaystyle u_{n}=u_{0}+n\times r}

## Suites géométriques
- Relation de récurrence : {\displaystyle u_{n+1}=q\times u_{n}}
- Terme général : {\displaystyle u_{n}=u_{1}\times q^{n-1}} ou {\displaystyle u_{n}=u_{0}\times q^{n}}

## Escompte, commercial
- Valeur nominale d'un effet : somme à payer à l'échéance
- Agio = Escompte + Commissions + TVA
- Valeur nette = Valeur nominale - Agio
- Escompte : {\displaystyle e=Vtn} (V = valeur nominale)
- Valeur actuelle : {\displaystyle a=V-e=V-Vtn=V(1-tn)}
- Taux réel d'escompte : c'est le taux T qu'il faudrait appliquer à la valeur nominale pour retrouver le montant de l'agio : {\displaystyle {\mbox{Agio}}=VTn} avec n en années. T est aussi appelé taux effectif global (TEG).

## Équivalence de capitaux
Deux capitaux placés à un même taux sont dits équivalents à une date donnée s'ils ont la même valeur actuelle à cette date.
Un effet peut être remplacé par un autre si les deux effets sont équivalents le jour du remplacement. 
Un ensemble d'effets peut être remplacé par un effet unique si, le jour du remplacement, la valeur actuelle de l'effet de remplacement est égale à la somme des valeurs actuelles des effets remplacés.

## Indice de V1à la date t1par rapport à V0à la date t0
{\displaystyle I_{\frac {V_{1}}{V_{0}}}={\frac {V_{1}}{V_{0}}}}